# Porcellana di Vincennes

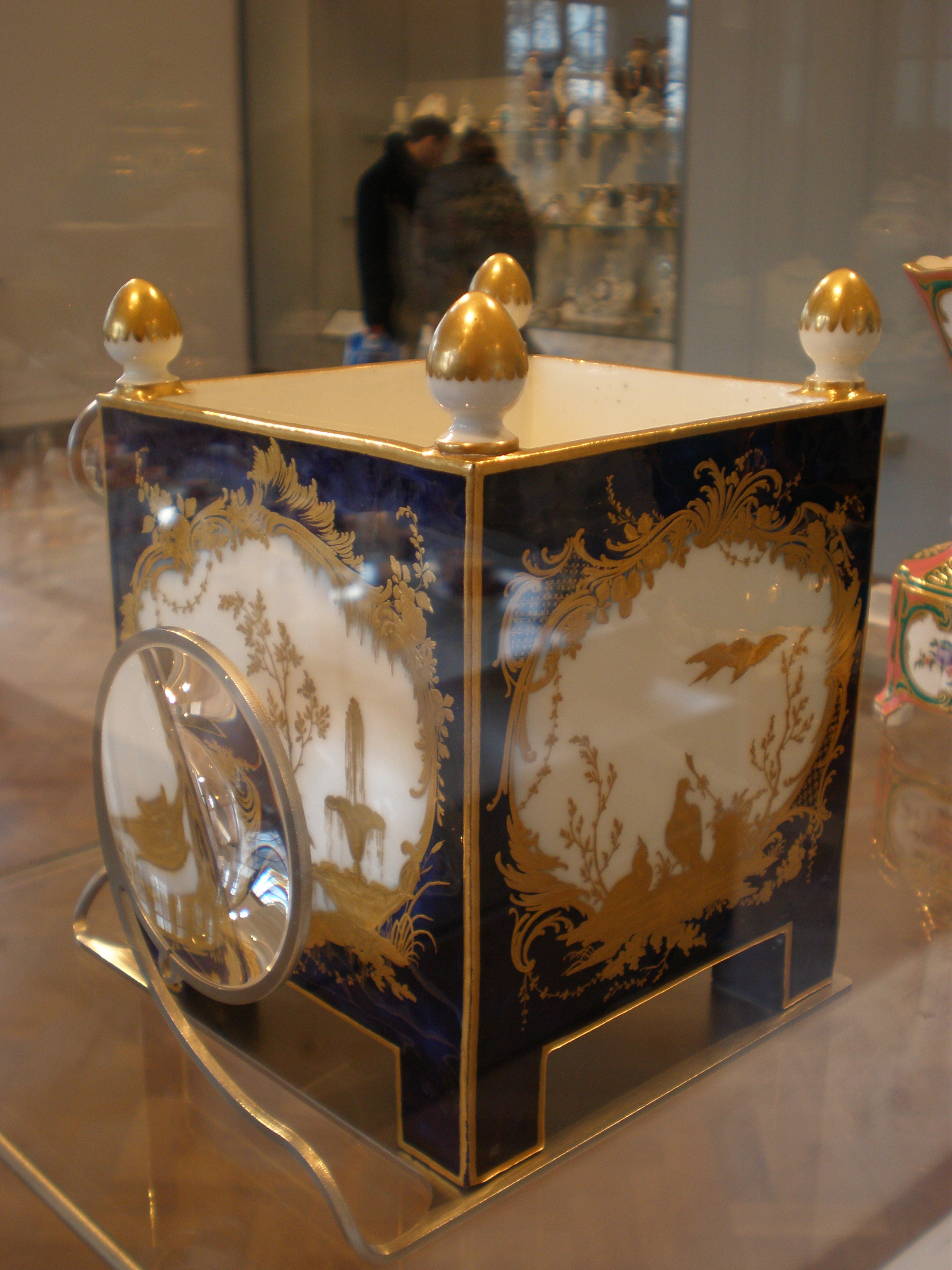
Vaso per piante in porcellana di Vincennes, c. 1753.

La manifattura della Porcellana di Vincennes, fu fondata nel 1740 nel dismesso castello reale di Vincennes, comune a est di Parigi che, a partire dall'inizio della produzione, rappresentò il principale mercato per i suoi prodotti. Nel 1756 la manifattura si trasferì a Sèvres e, nel 1759, divenendone proprietario Luigi XV assunse il celebre nome di Manifattura reale di Sèvres.

## Storia
Il fondatore, Claude-Humbert Gérin, costruì i laboratori e ingaggiò artigiani che avevano lavorato alla manifattura di Chantilly il cui patron, il Duca di Borbone, era scomparso da poco. Tra gli artisti più importanti arrivati da Chantilly vi furono gli indebitati fratelli Gilles e Robert Dubois, l'uno scultore, l'altro pittore Quando i primi pezzi di prova vennero mostrati al Marchese di Châtelet questi, insieme a Orry de Fulvy, fratello di un sovrintendente ai palazzi reali, fece in modo che la fabbrica venisse installata nei locali del castello reale ormai in disuso.

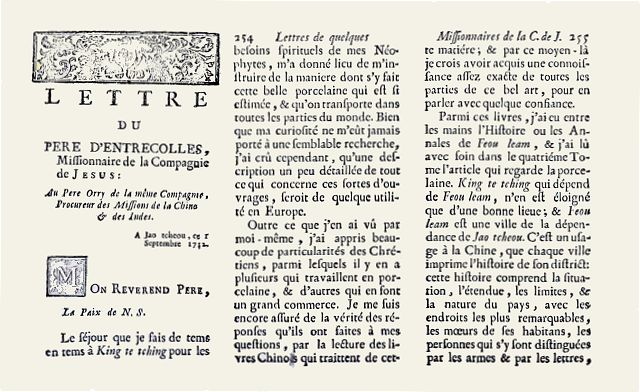
Lettera di François Xavier d'Entrecolles che tratta delle tecniche di realizzazione della porcellana cinese, 1712, pubblicata da Jean-Baptiste Du Halde nel 1735.

I segreti della produzione della porcellana cinese erano stati rivelati dal sacerdote gesuita François Xavier d'Entrecolles nel 1712 e pubblicati nel 1735. Uno dei componenti della loro porcellana era il caolino; la manifattura di Meißen, nei pressi di Dresda, aveva sfruttato il primo giacimento di caolino scoperto in Europa, ma in Francia per poter realizzare i primi oggetti in porcellana a pasta dura, si dovette attendere la scoperta del primo giacimento di caolino francese, individuato casualmente vicino a Limoges nel 1768 e con il quale il noto chimico Macquer, collaboratore della fabbrica trasferitasi a Sèvres, nell'anno successivo sperimentò con successo la realizzazione dei primi manufatti a pasta dura.
I primi esperimenti di lavorazione produssero porcellana tenera e non furono soddisfacenti: il numero dei pezzi imperfetti che uscivano dai forni era così elevato che il monte debitorio della manifattura crebbe pericolosamente, nonostante l'appoggio di ambienti così aristocratici, e vari soci temendo la bancarotta si fecero da parte, lasciando forni, lavoratori e tutta la neonata produzione nelle mani di dipendente, Louis-François Gravant (morto nel 1756) Grazie al continuo sostegno di Orry de Fulvy tuttavia verso il 1745 si ottennero i primi riscontri positivi sul mercato parigino e degli ulteriori indispensabili finanziamenti arrivarono grazie a un consorzio di 21 illuminati esattori fiscali

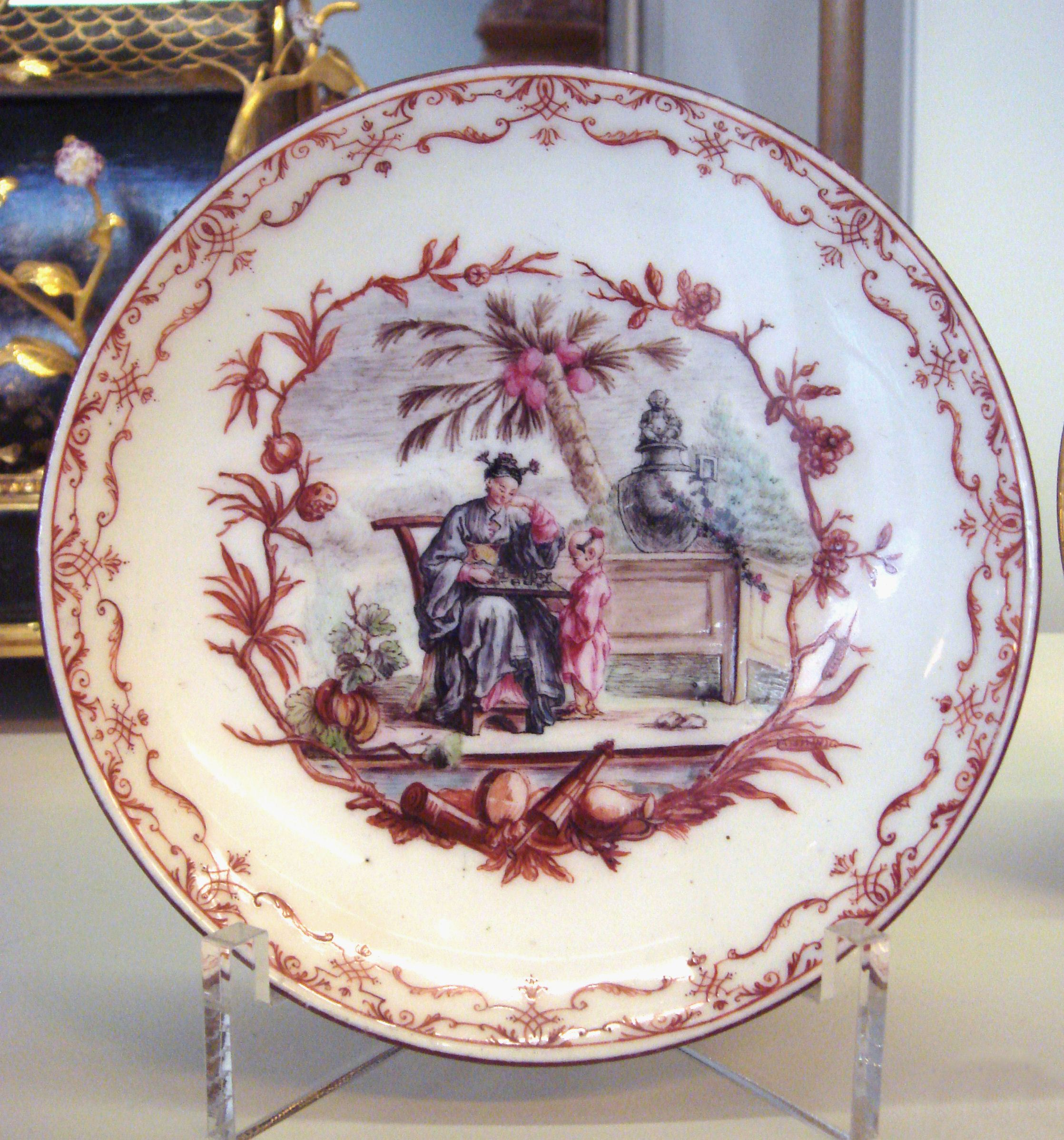
Piatto in porcellana a pasta tenera di Vincennes, 1749-1753.

Il primo sostegno diretto dalla casa reale arrivò sotto forma della concessione di un privilegio per la produzione di porcellana secondo lo stile di Sassonia (porcellana di Meissen), firmato da luigi XV il 24 luglio 1745 in favore di Charles Adam, uno dei soci della manifattura. Sempre nel 1745 venne assunto Jean-Claude Chambellan Duplessis che disegnò dei vasi per la manifattura di Vincennes nel robusto ma equilibrato stile rococò francese.
Oltre ai servizi da tè, da cena e vasi decorativi, spesso fatti ad imitazione di quelli di Meißen in ossequio al privilegio concesso da Luigi XV, la manifattura di Vincennes si specializzò nella realizzazione di fiori di porcellana ad imitazione di quelli veri, che venivano riuniti in bouquet oppure usati per decorare lampadari di bronzo dorato e cristalli lavorati, realizzati sotto la guida dei marchand-mercier di Parigi, i soli a cui era permesso di unire in un solo prodotto le opere di così tante, e diverse, corporazioni di artigiani. Vennero assunti abili scultori per realizzare i modelli di statuette da tavolo e, nel 1751, si iniziò la produzione di pezzi in "Biscuit", una porcellana bianca e opaca che imita il marmo bianco.

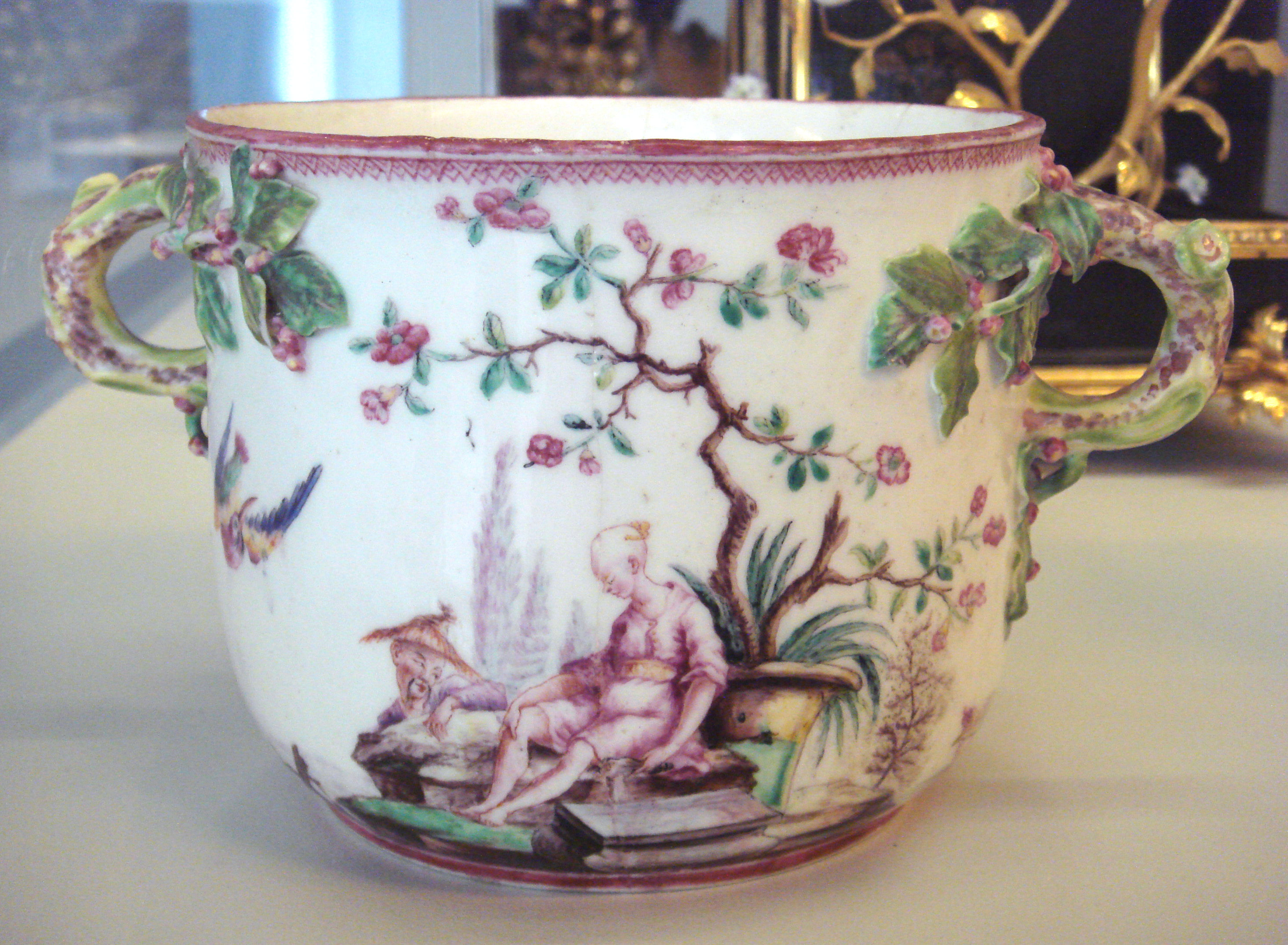
Vaso in porcellana a pasta tenera di Vincennes, 1749-1753.

Alla manifattura di Vincennes vennero sviluppati nuovi colori a smalto: alla fase iniziale appartengono il bleu céleste, un blu cielo molto carico, il bleu turquoise, ovvero il turchese come viene comunemente definito oggi, e il più scuro bleu lapis, che poteva essere corretto con striature dorate per coprire eventuali imperfezioni della smaltatura mentre, intorno alla metà degli anni cinquanta del Settecento, apparirà una nuova gamma di verdi, fra cui il vert pommé, e il "rosa Pompadour" che ebbe una notevole fortuna e diffusione ai quali si aggiunsero "il giallo paglia, il carminio, il grigio agata e il bruno ruggine". I verdi e i blu nelle diverse tonalità spesso campivano i fondi circoscrivendo riserve con bordure stilizzate anche in oro e con all'interno scene in monocromia dorata o policrome.
La pittura a smalto veniva applicata sui pezzi già cotti che venivano poi cotti nuovamente ad una temperatura inferiore; a Vincennes tali tecniche vennero portate ad un livello di raffinatezza simile a quello delle miniature. I laboratori di Vincennes perfezionarono ben presto anche la tecnica della doratura, offrendo lussuose porcellane di un livello esecutivo fino ad allora mai visto in Francia.
Costante preoccupazione delle maestranze fu quella di armonizzare la ricchezza di varianti cromatiche, favorite dal procedimento di cottura della pasta tenera, all'ornato tipicamente rocaille, con un risultato che fu da esempio per le successive manifatture francesi come nella decorazione a occhio di pernice. Così "i medaglioni decorativi su fondo bianco sono incorniciati da intrecci di vitigni in fiore; gli stessi motivi sono ripetuti sul bordo superiore ed inferiore, sulle anse, sui becchi, formando un magnifico insieme ornamentale"
Nell'aprile 1748 la consegna alla regina di un vaso di porcellana decorato a motivi floreali e alto complessivamente più di novanta centimetri, fornì l'occasione per dare a corte una sensazionale dimostrazione pubblica delle capacità della manifattura, rivelando inoltre l'intervento del marchand-mercier di parigi, il solo che poteva commissionare l'impalcatura in bronzo dorato in cui il vaso era incastonato.
Il Duca di Luynes lo descrisse così:
(M. de Fulvy)

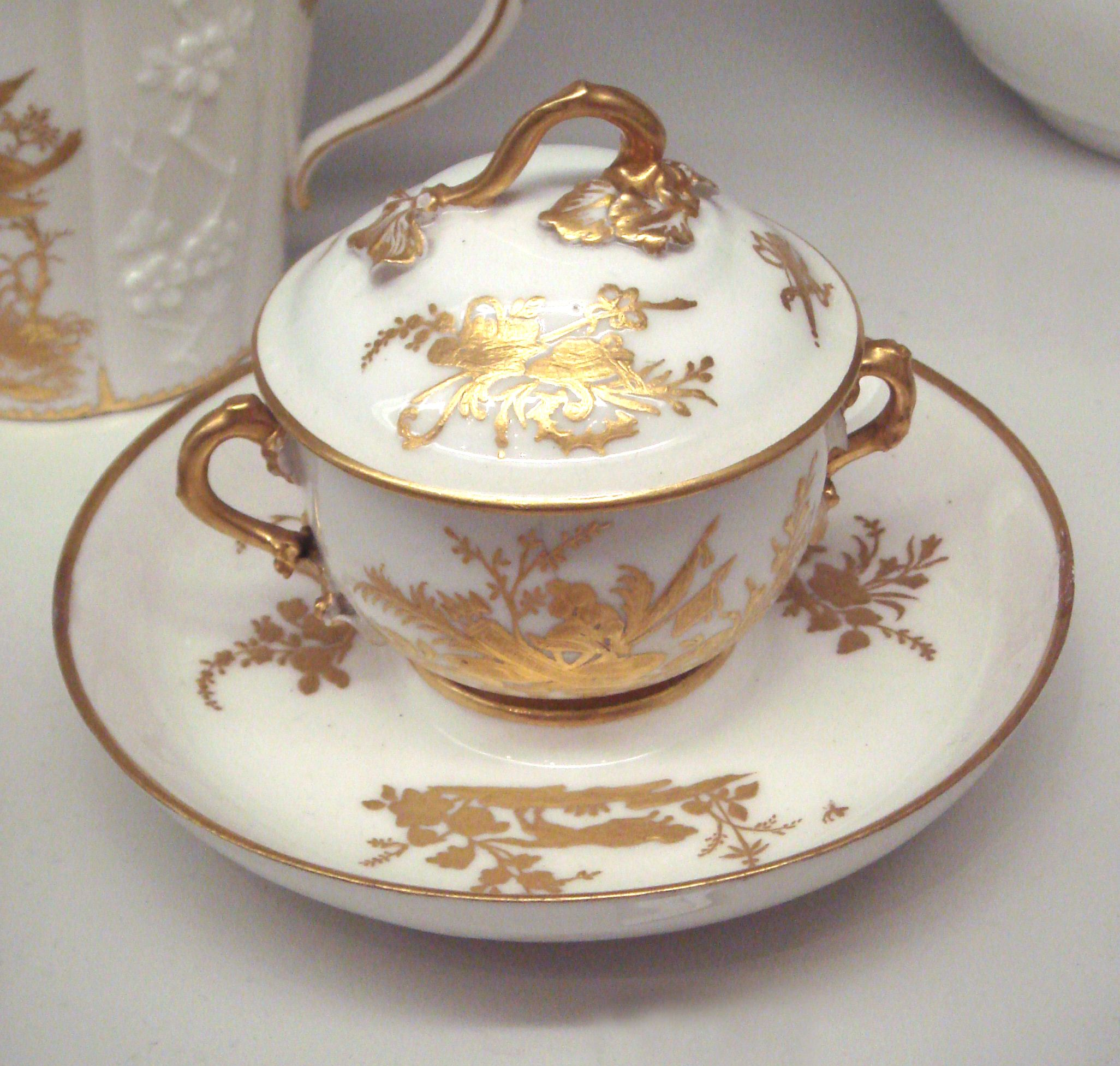
Tazza in porcellana tenera di Vincennes, 1750-1752.

La giovane Delfina ordinò che un vaso analogo venisse mandato al padre, Augusto III di Polonia, appassionato della "porcellana di Sassonia" realizzata a Meissen.

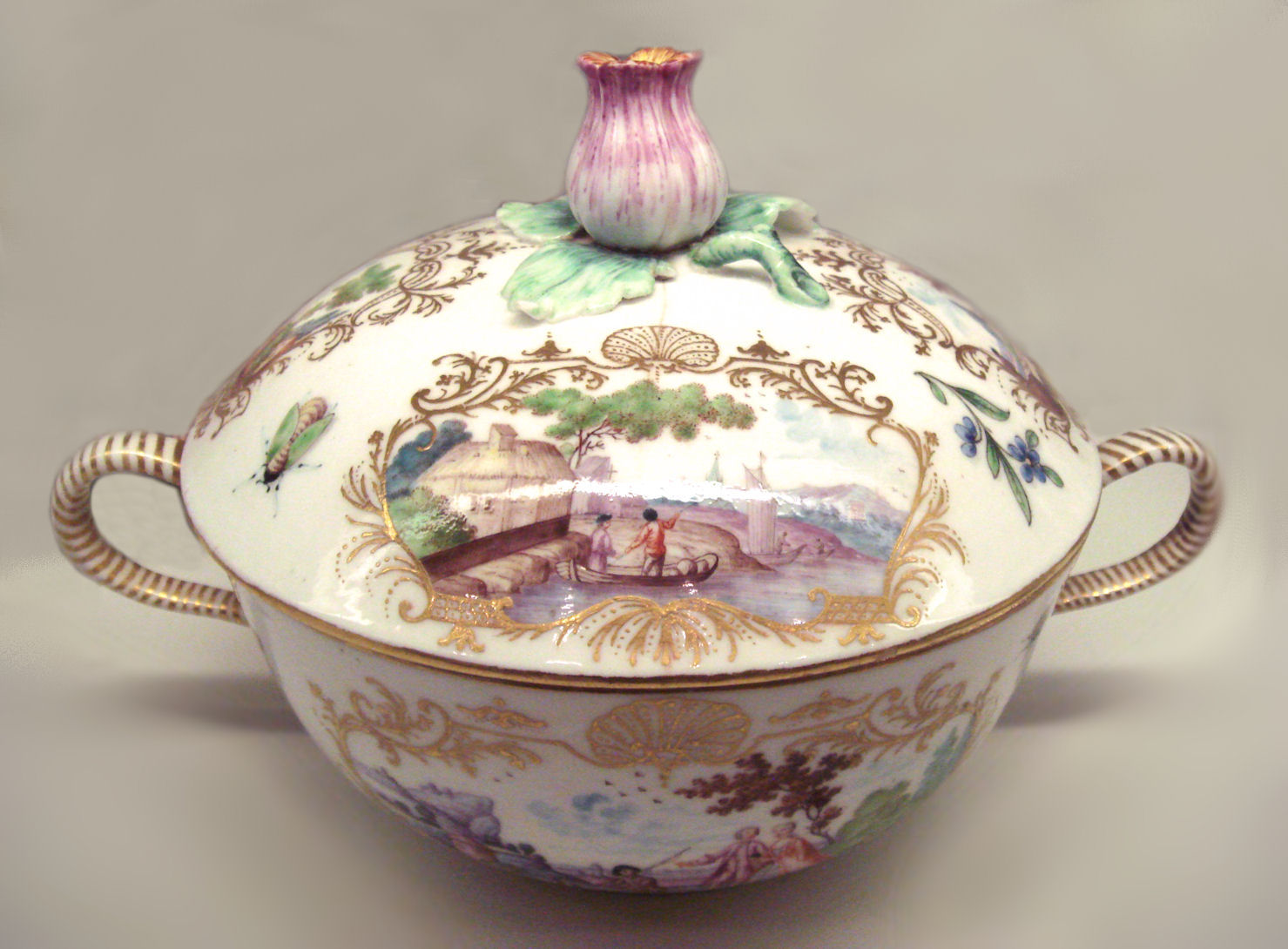
Piccola zuppiera (tazza da puerpera) in porcellana a pasta tenera di Vincennes, 1749-1750.

L'improvvisa morte, nel 1750 e 1751 rispettivamente, dei fratelli Fulvy creò nuovamente problemi finanziari alla manifattura, che vennero risolti con l'intervento del Re che rese la manifattura di Vincennes sottoposta al patronato reale, uno status inferiore solo a quello di manifattura reale; la produzione continuò quindi sotto il patronato personale di Madame de Pompadour. I vasi coperti modello potpourri Pompadour furono disegnati da Duplessis e prodotti a partire dal 1752. A partire dal 1751 il laboratorio di verniciatura fu diretto dal pittore Jean-Jacques Bachelier, che chiamò collaboratori di prestigio come François Boucher e Jean-Baptiste Oudry, mentre il chimico Jean Hellot, Accademico e autore di numerosi lavori sulla metallurgia venne messo a capo del settore chimico dove condusse numerosi esperimenti e ricerche sulle proprietà dell'argilla, del vetro e dei colori a smalto.
Dopo il 1752, per mezzo di un editto reale, a Vincennes venne concesso il monopolio delle decorazioni policrome, fatto che ridusse alquanto la libertà d'azione delle altre manifatture.

## Trasferimento a Sèvres (1756)
Nel 1756 la manifattura di porcellana di Vincennes si trasferì in nuovi locali a Sèvres, a ovest di Parigi, dove rimase fino al 1759 quando, con l'impresa che stava per finire in bancarotta, il Re la acquistò in blocco dando vita alla celebre manifattura di porcellana di Sèvres che fu quindi una diretta filiazione di quella di Vincennes.
Nel 1757, quando Vincennes diventò ufficialmente una manifattura reale di porcellana, venne nominato direttore del laboratorio di scultura Étienne Maurice Falconet. Nel 1753 iniziò la prassi di imprimere sui pezzi la data di realizzazione nonché le firme di pittori e doratori, fatto che ha reso possibile una maggiore comprensione dell'evoluzione degli stili individuali degli artisti che operarono a Sèvres.
I fiori di porcellana continuarono a rappresentare la maggior parte delle vendite della manifattura di Vincennes: Madame de Pompadour, il cui castello di Bellevue non era lontano dalla nuova sede dell'azienda, ne acquistò un gran numero per decorarne le stanze, ed è celebre l'aneddoto riportato da d'Argenson secondo il quale riceveva Luigi XV in una sala da musica che in pieno inverno era riempita di fiori di porcellana profumati, mischiati a quelli provenienti dalla serra; l'inventario realizzato dopo la sua morte mostrò che possedeva 46 oggetti decorati con fiori di porcellana.

## Marche
L'apposizione di una marca si riscontra a partire dal 1753 con due L intrecciate, dipinte in blu sottovernice, con al centro una lettera dell'alfabeto per il datario dell'anno. Dal 1759 le due L intrecciate vennero sormontate da una corona.

## Galleria d'immagini

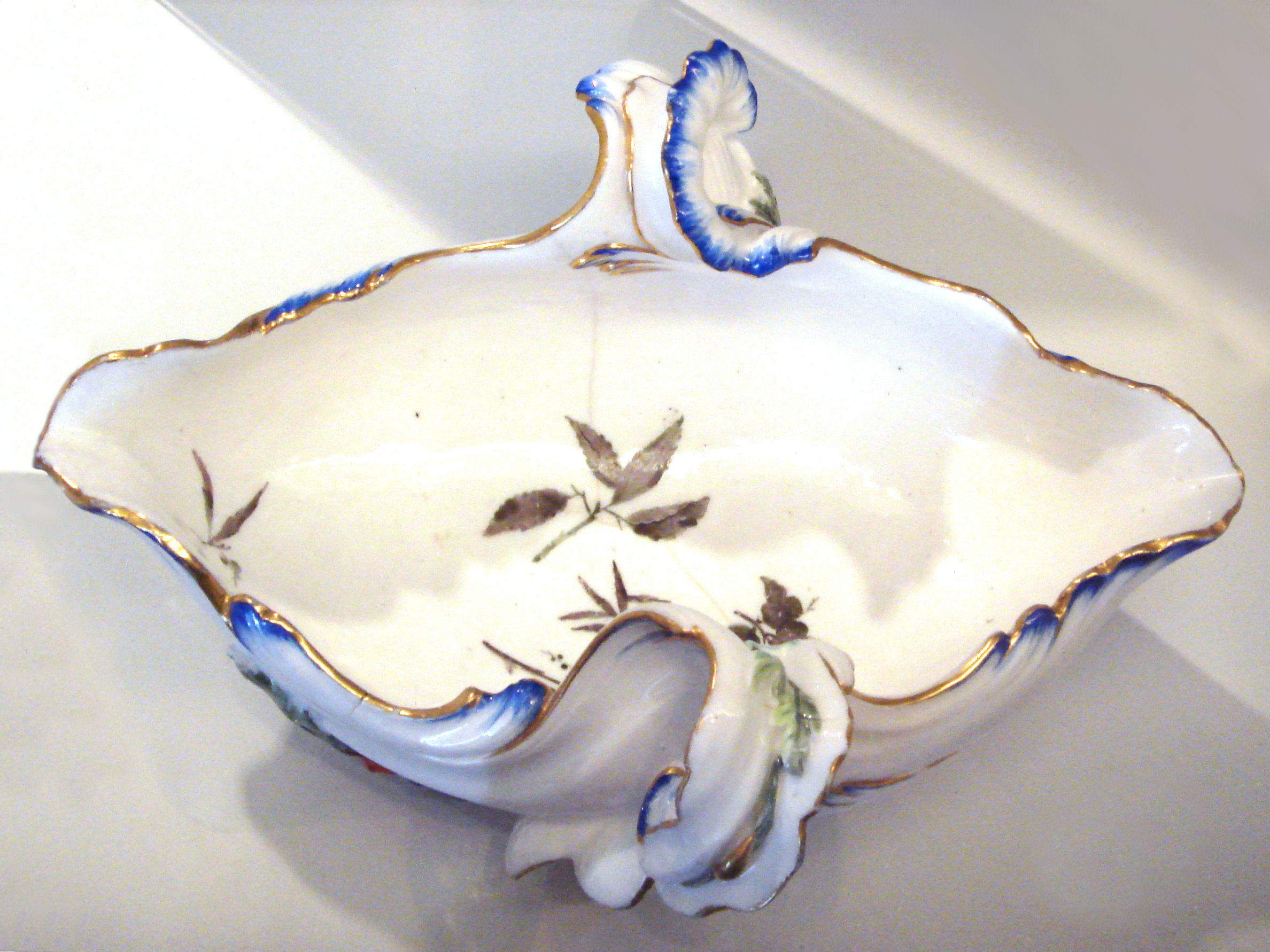
Salsiera di Jean-Claude Chambellan Duplessis, Vincennes, 1756.
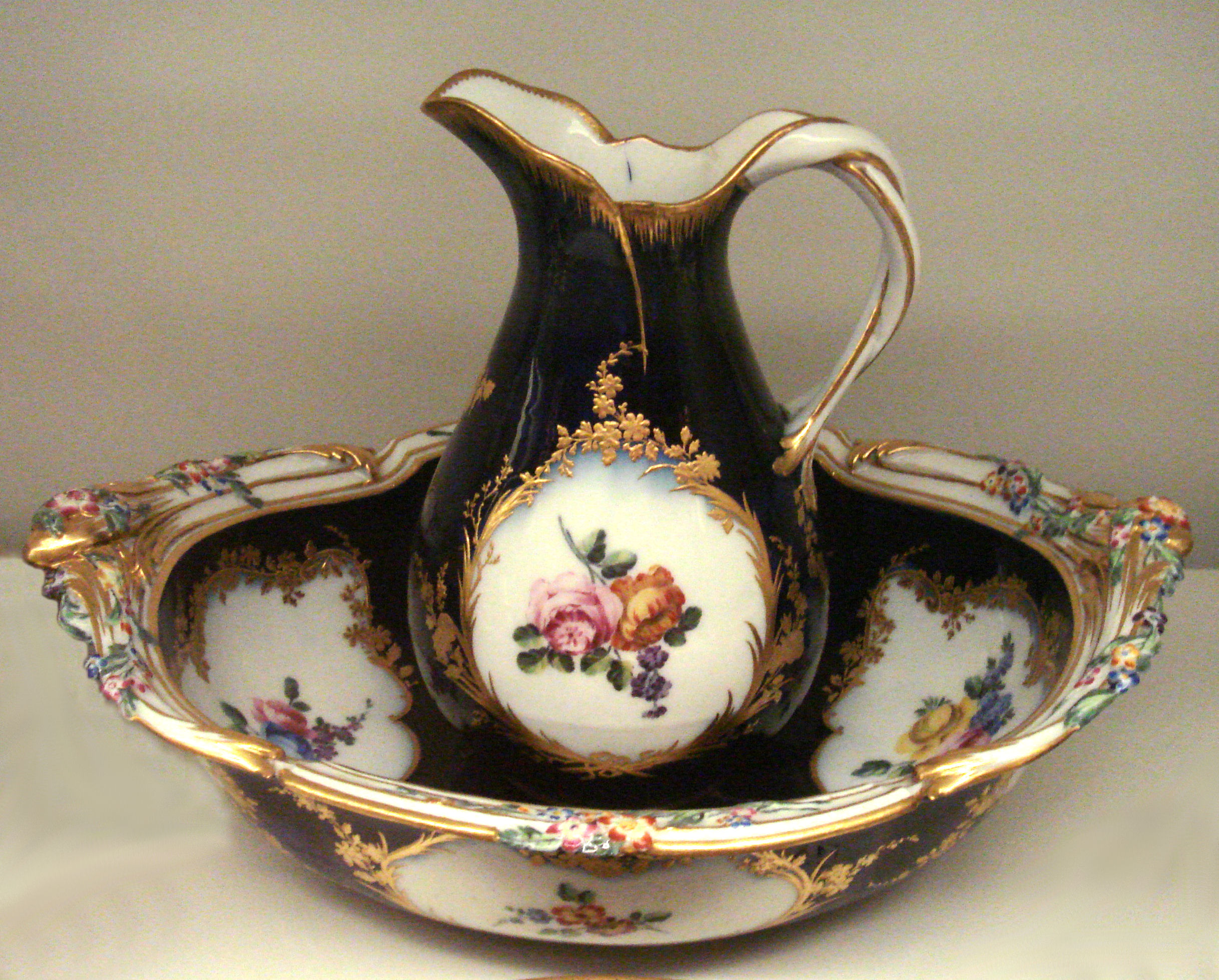
Vaso in porcellana tenera di Vincennes, 1753.
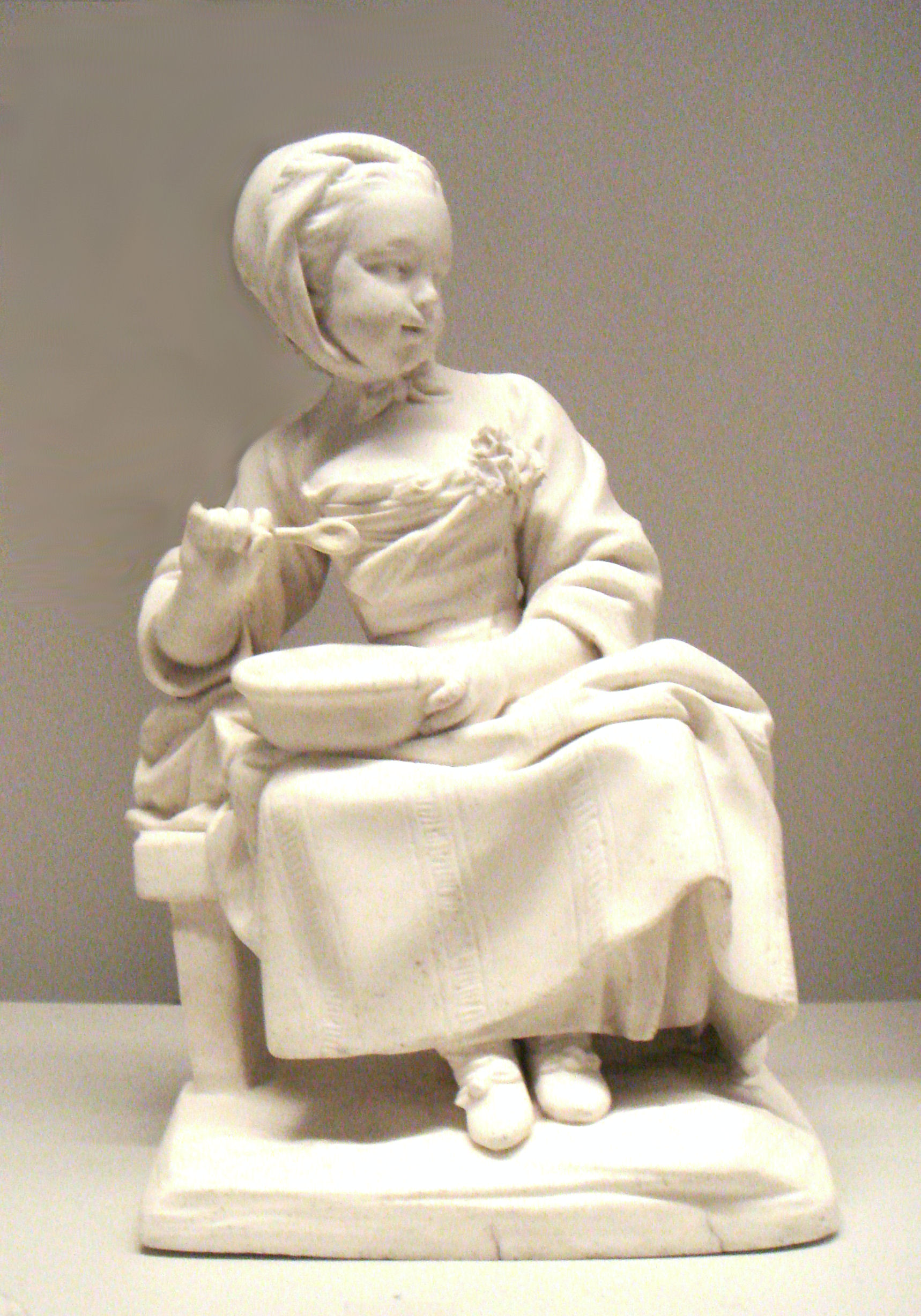
Porcellana Biscuit di Vincennes 1754-1755.